# Maros Tibor
Maros Tibor (Hátszeg, 1923. november 9. – Debrecen, 2002. március 25.) romániai magyar orvos, ideggyógyász, hepatológus, orvosi szakíró, tankönyvíró, Maros Dezső (1920–2011) gépészmérnök, egyetemi tanár, akadémikus öccse.

## Élete és munkássága
Középiskolát Déván és Kolozsváron végzett, egyetemi tanulmányait Kolozsváron, Budapesten, majd Marosvásárhelyen folytatta, ahol orvosi diplomát szerzett 1947-ben. Pályáját a marosvásárhelyi Orvosi és Gyógyszerészeti Intézet (OGYI) anatómiai tanszékén kezdte, 1960-tól professzor, doktor docens (1966), tanszékvezető, az Orvosi Akadémia levelező tagja, érdemes orvos. A Balkáni Orvostudományi Társaság, a Német Anatómiai Társaság, az Ausztriai Általános Orvosi Társaság és a Nemzetközi Neuropatológiai Társaság tagja, úgyszintén szerkesztő bizottsági tagja az Orvosi Szemle (Revista Medicală), a Revue Roumaine de Morphologie és a Morfologia Normală și Patologică című folyóiratoknak. 1989-ben Magyarországra költözött.
Tudományos téren jelentősek a máj kísérleti patológiájára, az idegrendszer kísérletes morfológiájára, a belső szervek érstruktúrájára vonatkozó vizsgálatai. Nemzetközileg ismertek a sclerosis multiplex kóreredetét vizsgáló modell-kísérletei és eredményei. A máj és idegrendszer kapcsolatait felderítő eredeti monográfiájáért Babeș-díjjal, a máj regenerációjáról írt könyvéért Marinescu-díjjal tüntették ki. Társszerzője a Romániában megjelent első anatómiai atlasznak (1983). Kutatási eredményeit 72 országos és nemzetközi rendezvényen ismertette. Az orvosképzés mellett érdeme az egyetemi és kutató utánpótlás nevelése. Az orvostudomány időszerű kérdéseiről több ismeretterjesztő cikkét közölte a Korunk, A Hét és az Előre.

## Kötetei
- Tájanatómia I-II (Marosvásárhely 1948);
- Az emberi test tájanatómiája (egyetemi jegyzet, Marosvásárhely, 1955); *Sebészeti műtéttan (egyetemi jegyzet, Marosvásárhely és Kolozsvár, 1958); *Interrelațiile viscero-viscerale și neuro-viscerale ale ficatului (1964); *Regenerarea ficatului (1969);
- Az emberi test leíró és tájanatómiája I-IV (egyetemi jegyzet, 1969-84).